# Byrd (månekrater)
Byrd er et irregulært nedslagskrater på Månen. Det befinder sig på Månens forside nær dens nordpol og er opkaldt efter den amerikanske polarforsker Richard E. Byrd (1888 – 1957).
Navnet blev officielt tildelt af den Internationale Astronomiske Union (IAU) i 1935.
Observation af krateret rapporteredes første gang i 1963 af Ewen Whitaker.

## Omgivelser
Den nordlige rand af Byrd er næsten forbundet med Pearykrateret, som igen ligger helt op til Nordpolen. Det mindre Giojakrater er forbundet med resterne af den sydvestlige rand.

## Karakteristika
Byrdkraterets rand er nedslidt og eroderet og har dele, som er forstyrret af indtrængende kraterrande langs omkredsen. Som følge heraf er kraterets indre længere i retningen nord-syd end det er bredt. Der er en åbning i den vestlige rand, og den sydlige rand er nu kun lidt mere end en lav højderyg på overfladen.
Nogen tid efter det oprindelige nedslag blev kraterets indre dækket af lavastrømme, som har givet en næsten flad overflade, som kun er mærket af få småkratere. Der findes ingen central top i midten af krateret og ingen højdedrag af betydning.

## Satellitkratere
De kratere, som kaldes satellitter, er små kratere beliggende i eller nær hovedkrateret. Deres dannelse er sædvanligvis sket uafhængigt af dette, men de får samme navn som hovedkrateret med tilføjelse af et stort bogstav. På kort over Månen er det en konvention at identificere dem ved at placere dette bogstav på den side af satellitkraterets midte, som ligger nærmest hovedkrateret. Byrdkrateret har følgende satellitkratere:
| Byrd | Koordinater                       | Diameter, km |
| ---- | --------------------------------- | ------------ |
| C    | 84°21′N 28°20′Ø / 84.35°N 28.34°Ø | 34           |
| D    | 85°31′N 33°25′Ø / 85.52°N 33.41°Ø | 24           |

## Måneatlas
- Billeder af Byrdkrateret i LPI-måneatlasset